# Boots (film)
Boots er en amerikansk stumfilm fra 1919 af Elmer Clifton.

## Medvirkende
- Dorothy Gish - "Boots"
- Richard Barthelmess - Everett White
- Fontaine La Rue - De Valdee
- Edward Peil - Nicholas Jerome
- Kate Toncray - Lydia Hampstead
- Raymond Cannon